# Kastanjebröstad nigrita
Kastanjebröstad nigrita (Nigrita bicolor) är en fågel i familjen astrilder inom ordningen tättingar.

## Utseende och läte
Kastanjebröstad nigrita är en tvåfärgad fink, med mörkrött på undersida och i ansiktet, medan den är grå på hjässa, rygg, vingar och stjärt. Sången är varierande, ibland bestående av fyra darrande visslingar som stiger och sedan faller på den sista tonen. I engelsk litteratur har den återgivits med ramsan "where are you, there?". Även stigande och fallande "twee-teer" kan höras i olika kombinationer, liksom hårda tjattrande ljud.

## Utbredning och systematik
Kastanjebröstad nigrita delas in i tre underarter med följande utbredning:
- Nigrita bicolor bicolor – Sierra Leone till Ghana
- Nigrita bicolor brunnescens – Nigeria till Angola och Demokratiska republiken Kongo samt på ön Príncipe
- Nigrita bicolor saturatior – östra Demokratiska republiken Kongo och Uganda

## Levnadssätt
Kastanjebröstad nigrita förekommer i skogar, skogsbryn och jordbruksmarker. Den förbises lätt när den sitter lågt i skuggan. Fågeln påträffas vanligen i smågrupper eller artblandade flockar, ofta högt upp i trädtaket. 

## Status och hot
Arten har ett stort utbredningsområde och en stor population med stabil utveckling och tros inte vara utsatt för något substantiellt hot. Utifrån dessa kriterier kategoriserar internationella naturvårdsunionen IUCN arten som livskraftig (LC). Världspopulationen har inte uppskattats men den beskrivs som lokalt vanlig till ovanlig.